# Thomas Meunier
Thomas Meunier (ur. 12 września 1991 w Sainte-Ode) – belgijski piłkarz występujący na pozycji obrońcy we francuskim klubie Lille OSC oraz w reprezentacji Belgii. Wychowanek Virton, w swojej karierze grał także w Club Brugge. W eliminacjach do mistrzostw świata 2018 strzelił 5 goli, tym samym był najskuteczniejszym obrońcą w eliminacjach i jedynym strzelcem hat-tricka dla swojej reprezentacji w eliminacjach.

## Sukcesy
Opracowano na podstawie źródeł:
- W barwach Club Brugge:
  - Mistrz Belgii: 2015/2016
  - Wicemistrz Belgii: 2011/2012, 2014/2015
  - Zdobywca Pucharu Belgii: 2014/2015
  - Finalista Pucharu Belgii: 2015/2016
  - Finalista Superpucharu Belgii: 2015/2016
- W barwach Paris Saint-Germain:
  - Mistrz Francji: 2017/2018
  - Wicemistrz Francji: 2016/2017
  - Zdobywca Superpucharu Francji: 2016/2017, 2017/2018
  - Zdobywca Pucharu Francji: 2016/2017, 2017/2018
  - Zdobywca Pucharu Ligi Francuskiej: 2016/2017, 2017/2018